# Guilty (film, 2020)
Pour les articles homonymes, voir Guilty.
Pour plus de détails, voir Fiche technique et Distribution.
Guilty est un film dramatique indien en hindi réalisé par Ruchi Narain (en) et écrit par Narain, Kanika Dhillon (en) et Atika Chohan. Mettant en vedette Kiara Advani et plusieurs autres, le film suit l'histoire d'un auteur-compositeur dont le petit ami est accusé de viol. Le film est la première entreprise de production de Dharmatic, la branche numérique de Dharma Productions. Il est sorti le 6 mars 2020 sur Netflix.

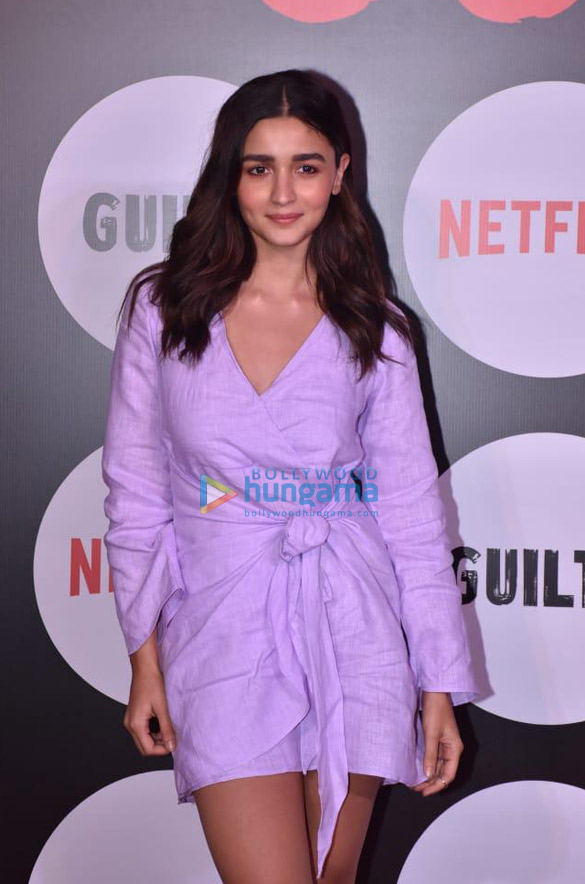
Alia Bhatt à la projection du film de Netflix Guilty

## Synopsis
Nanki Dutta (Kiara Advani) est confrontée à un dilemme lorsque Tanu Kumar (Akansha Ranjan Kapoor), une nouvelle étudiante de son université, se joint au mouvement #MeToo accusant Vijay "VJ" Pratap Singh, le petit ami de Nanki, de l'avoir violée pendant la nuit de la Saint-Valentin 2018. Le reste de l'histoire retrace les efforts de Nanki pour découvrir ce qui s'est réellement passé cette nuit fatidique, avec l'aide de Danish Ali Baig (Taher Shabbir), l'avocat enquêtant sur la défense de VJ.

## Distribution
- Kiara Advani : Nanki Dutta
- Akansha Ranjan Kapoor : Tanu Kumar
- Gurfateh Singh Pirzada : Vijay "VJ" Pratap Singh
- Taher Shabbir (en) : Danish Ali Baig
- Dalip Tahil : l'avocat Mirchandani
- Kunal Vijaykar (en) : Dr. Roy
- Manu Rishi (en) : Pratap Singh, père de Vijay Pratap Singh
- Janya Joshi : Nanki à 13 ans
- Chayan Chopra : KP
- Fahad Ali (en) : Rahul Jha

## Production
Le tournage du film a commencé en juin 2019.

## Commercialisation
La bande-annonce officielle du film est sortie le 18 février 2020. Elle a été vue 5 millions de fois depuis sa sortie.